# Tudor St George Tucker
Tudor St George Tucker (28 de abril de 1862 - 21 de diciembre de 1906) fue un pintor inglés que pasó parte de su vida en Australia. Fue conocido por sus paisajes y retratos de mujeres.

## Biografía

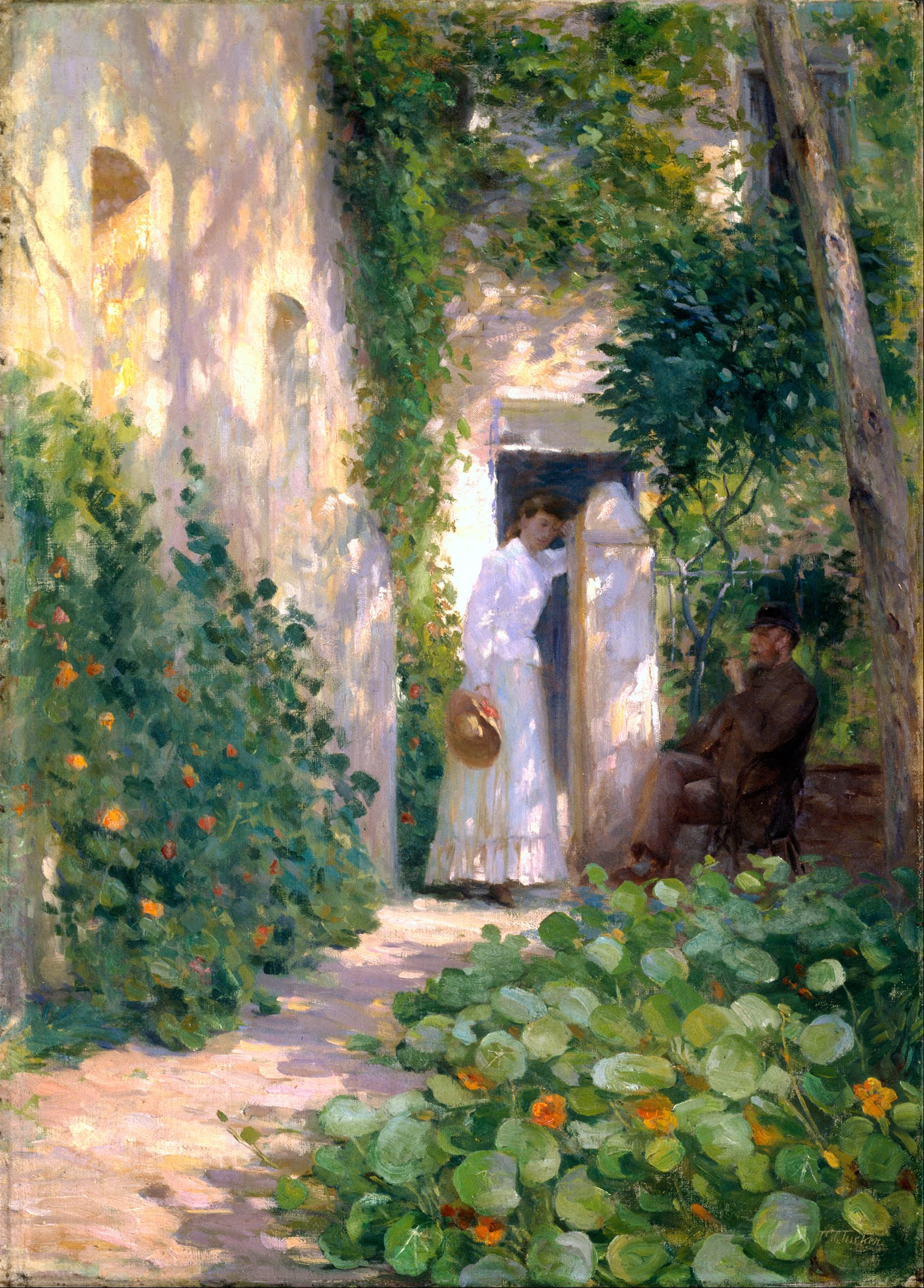
Capuchinas, 1903, Galería Nacional de Australia

Era hijo del capitán Charlton Nassau Tucker, un oficial de la caballería de Bengala retirado. Su abuelo, Henry St George Tucker, había sido presidente de la Compañía de las Indias Orientales. Contra de los deseos de su familia, eligió convertirse en artista. Siempre fue un niño bastante enfermizo y se fue a Melbourne en 1881 en busca de un clima más saludable. Estudió en la National Gallery School de 1883 a 1887 con George Frederick Folingsby, ganando varios premios de dibujo. También le enseñó a mantenerse a sí mismo y expuso en la Victorian Academy of Arts.
Regresó a Europa en 1887, donde se unió a su amigo E. Phillips Fox como alumno en la célebre Académie Julian y, más tarde, en la École des Beaux Arts de París, ganando allí una medalla de oro. Fue asiduo visitante de la colonia de arte de Etaples, donde realizó sus primeras obras importantes. Su primera exposición en el Salón se produjo en 1891. Al año siguiente, regresó a Melbourne, instaló un estudio en Flinders Street y, de 1893 a 1899, dirigió la Escuela de Arte de Melbourne junto con Fox., donde los alumnos incluyeron a Ina Gregory (1874-1964), Bertha Merfield, Ambrose Patterson y Violet Teague, muchos de los cuales asistieron a sus escuelas de verano en Charterisville.
El clima australiano hizo poco o nada por su delicada salud, por lo que decidió regresar a Londres en 1899, trabajando en un estudio en Chelsea, y tuvo dos pinturas en la exposición de la Royal Academy de 1900, dos en 1901 y una en 1902. También expuso en Liverpool y Birmingham. Tucker murió el 21 de diciembre de 1906 de tuberculosis en Londres. Sufrió mucho por su mala salud y pintó relativamente poco, por lo que su obra es poco conocida. Su pintura encontró más favor entre otros artistas que entre el público.
Está representado en la Galería Nacional de Victoria, la Galería Nacional de Australia, en Canberra y la Galería de Arte Warrnambool.